# Chrysolampus hirtus
Chrysolampus hirtus is een vliesvleugelig insect uit de familie Perilampidae. De wetenschappelijke naam is voor het eerst geldig gepubliceerd in 1966 door Riek.